# İyidere (Fluss)
Der İyidere (auch İyi Dere; türkisch für „guter Bach“) ist ein Fluss im Nordosten der Türkei. Er entspringt im Ostpontischen Gebirge und mündet ins Schwarze Meer. 
Der Fluss strömt in überwiegend nordnordwestlicher Richtung durch das Bergland des Landkreises İkizdere der Provinz Rize. Die Fernstraße D925 von İspir zum Schwarzen Meer folgt dem Flusslauf bis zur Mündung.
Der İyidere passiert das Kreisverwaltungszentrum İkizdere und erreicht die Provinzgrenze von Trabzon. Im Unterlauf verläuft die Provinzgrenze zwischen Trabzon im Westen und Rize im Osten entlang dem Flusslauf.  
Der İyidere mündet schließlich 4 km westlich der Küstenstadt İyidere ins Schwarze Meer.
Der İyidere hat eine Länge von 78,4 km. Sein Einzugsgebiet umfasst 1047,4 km².